# Ryan Camenzuli
Pour les articles homonymes, voir Camenzuli.
Ryan Camenzuli, né le 8 septembre 1994, est un footballeur international maltais. Il évolue au poste de milieu de terrain aux Ħamrun Spartans.

## Carrière

### En club
Ryan Camenzuli rejoint le Floriana FC lors de l'été 2016, en prêt avec option d'achat.

### En sélection
Il honore sa première sélection le 25 mars 2015 lors d'un match amical contre la Géorgie. Il entre sur le terrain à la 90e minute de jeu, en remplacement de Steve Borg.

## Statistiques
| Saison                | Club                  | Championnat           | Championnat | Championnat | Coupe(s) nationale(s) | Coupe(s) nationale(s) | Supercoupe | Supercoupe | Compétition(s) continentale(s) | Compétition(s) continentale(s) | Compétition(s) continentale(s) | Malte | Malte | Total | Total |
| Saison                | Club                  | Division              | M.          | B.          | M.                    | B.                    | M.         | B.         | Comp.                          | M.                             | B.                             | M.    | B.    | M.    | B.    |
| 2010-2011             | Birkirkara FC         | Premier League        | 2           | 0           | 0                     | 0                     | -          | -          | -                              | 0                              | 0                              | -     | -     | 2     | 0     |
| 2011-2012             | Birkirkara FC         | Premier League        | 16          | 1           | 0                     | 0                     | -          | -          | C3                             | 1                              | 0                              | -     | -     | 17    | 1     |
| 2012-2013             | Birkirkara FC         | Premier League        | 25          | 3           | 1                     | 1                     | -          | -          | C3                             | 2                              | 0                              | -     | -     | 28    | 4     |
| 2013-2014             | Birkirkara FC         | Premier League        | 27          | 3           | 2                     | 2                     | 1          | 0          | C1                             | 2                              | 0                              | -     | -     | 32    | 5     |
| 2014-2015             | Birkirkara FC         | Premier League        | 30          | 5           | 4                     | 0                     | 1          | 0          | C3                             | 2                              | 1                              | 1     | 0     | 38    | 6     |
| 2015-2016             | Birkirkara FC         | Premier League        | 28          | 9           | 3                     | 1                     | 1          | 0          | C3                             | 4                              | 0                              | 2     | 0     | 38    | 10    |
| 2016-2017             | Birkirkara FC         | Premier League        | -           | -           | -                     | -                     | -          | -          | C3                             | 3                              | 0                              | -     | -     | 3     | 0     |
| Sous-total            | Sous-total            | Sous-total            | 128         | 21          | 10                    | 4                     | 3          | 0          | -                              | 14                             | 1                              | 3     | 0     | 158   | 26    |
| 2016-2017             | Floriana FC (prêt)    | Premier League        | 9           | 0           | -                     | -                     | -          | -          | -                              | -                              | -                              | -     | -     | 9     | 0     |
| Sous-total            | Sous-total            | Sous-total            | 9           | 0           | -                     | -                     | -          | -          | -                              | -                              | -                              | -     | -     | 9     | 0     |
| Total sur la carrière | Total sur la carrière | Total sur la carrière | 137         | 21          | 10                    | 4                     | 3          | 0          | -                              | 14                             | 1                              | 3     | 0     | 167   | 26    |

## Palmarès
Il remporte le championnat de Malte en 2012-2013, la coupe de Malte en 2015 et 2017 et la supercoupe de Malte en 2013 et 2014.